# Barichneumon nigrifemur
Barichneumon nigrifemur är en stekelart som först beskrevs av Peter Friedrich Ludwig Tischbein 1881.  Barichneumon nigrifemur ingår i släktet Barichneumon och familjen brokparasitsteklar. Inga underarter finns listade.